# Kadalimatti, Bagalkot
Kadalimatti là một làng thuộc tehsil Bagalkot, huyện Bagalkot, bang Karnataka, Ấn Độ.